# Parafia św. Małgorzaty w Moskorzewie
Parafia Świętej Małgorzaty – parafia rzymskokatolicka w Moskorzewie (diecezja kielecka, dekanat szczekociński). Erygowana w 1334. Mieści się pod numerem 182. Duszpasterstwo w niej prowadzą księża diecezjalni.